# Helsingborg–Råå–Ramlösa Järnväg
Helsingborg–Råå–Ramlösa järnväg, HRRJ, populärt kallad Decauvillen efter den franske ingenjören Paul Decauville, var en 8,2 km lång järnväg från Söder i Helsingborg ut till förorterna Råå och Ramlösa. Linjen öppnades 1891 och lades ner 1967. Den var först smalspårig med 600 mm spårvidd och byggdes senare om till normalspår.

## Historik
Under industrialismens utbyggnad i slutet av 1800-talet expanderade Helsingborg snabbt. Särskilt växte staden söderut mot Råå. I början av 1870-talet löstes kommunikationsfrågan med hjälp av hästomnibussar, men dessa hade begränsad kapacitet. Under 1880-talet hade de inflytelserika konsulerna Nils Persson och August Sylvan köpt upp stora delar av Raus plantering längs kusten mellan Helsingborg och Råå. Dessa såg områdets potential för exploatering men för att kunna realisera detta krävdes bättre kommunikationer. Dessa kontaktade därför år 1889 greve Fredrik Arvidsson Posse med vilken man tillsammans med Helsingborgs stad, Råå municipalsamhälle, Raus landskommun och Ramlösa brunnsbolag planerade utbyggnaden av en ny ångspårväg.
Posse besökte år 1889 Världsutställningen i Paris där Paul Decauvilles smalspåriga järnväg, som monterades i färdiga sektioner, hade presenterats för första gången. Han ansåg att denna var lämplig i Helsingborg och köpte in både spår, ånglok och två passagerarvagnar. År 1890 presenterade Posse sitt förslag och därefter bildades bolaget Helsingborg–Råå–Ramlösa Järnväg med Posse som huvudägare. Planen utgjordes av en bana från Helsingborgs centralstation vid Trädgårdsgatan till Råå hamn i söder, med ett stickspår till Ramlösa hälsobrunn vid Triangeln i Raus plantering. De färdiga spårsektionerna kunde snabbt läggas ut och järnvägen invigdes redan den 16 juli 1891.

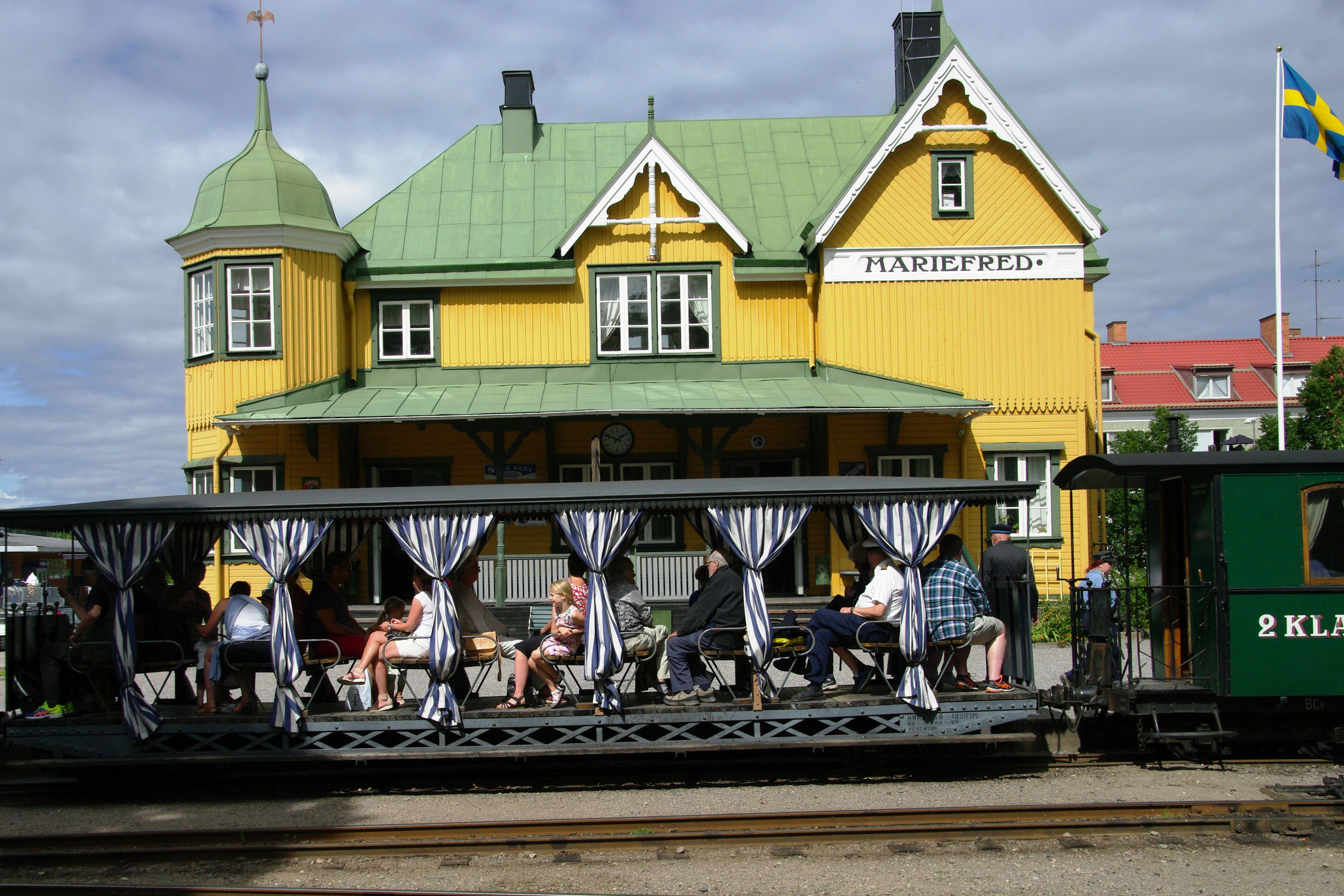
Utflyktsvagn från HRRJ framför stationen i Mariefred, 2016.

År 1901 bygges spårnätet ut med ett stickspår till det nyanlagda Kopparverket och 1904 med ytterligare ett stickspår till Råå mekaniska verkstad. Banan hade vid denna tid fyra ånglok varav två var de som hade köpts begagnade från världsutställningen i Paris. Dessutom fanns totalt femton personvagnar samt ett trettiotal godsvagnar vilka användes främst för transporter till och från Kopparverket och för transport av torv. Både person- och godstrafik ökade dock snabbt, så att smalspårets kapacitet inte längre räckte till. Linjen breddades därför på Nils Perssons förslag till normalspår och elektrifierades 1906. Merparten av den rullande materielen såldes efter ombyggnaden till andra järnvägar. År 1924 integrerades banan i Helsingborgs stads spårvägar. 
Smalspårsmateriel från Helsingborg–Råå–Ramlösa Järnväg finns bevarad vid museibanan Östra Södermanlands Järnväg i Mariefred. Även normalspårsloket HRRJ 2 finns bevarat vid Museispårvägen i Malmköping. Där finns även ett antal spårvagnar från Helsingborg bevarade.